# Зази в метро
«Зази в метро» (фр. Zazie dans le métro) — роман французского писателя Раймона Кено. Впервые опубликован в 1959 году издательством «Галлимар».

## Сюжет
Фабула романа проста: описание одного дня и двух ночей, проведённых юной провинциалкой, впервые попавшей в Париж. Капризную 12-летнюю Зази совершенно не волнуют достопримечательности Парижа, с которыми пытается познакомить её дядя Габриэль, брат её матери Жанны, к коему та её сплавила на выходные дни. Зази хочет совсем другого — чтобы ей купили настоящие американские джинсы и сводили покататься на метро, которого она никогда прежде не видела. Но попасть туда ей не удаётся — бастуют машинисты, и подземка на замке.
В этом сочинении всё вывернуто наизнанку и поставлено вверх ногами: дядюшка Габриель — не совсем дядюшка, тётушка Марселина — вовсе не тётушка, русский эмигрант Фёдор Баланович изъясняется как Набоков, тёмная личность Педро Излишек оказывается Гарун-аль-Рашидом, а вдова Авот’я и полицейский Хватьзазад ловят гидаспёров на улицах французской столицы...
Повествование ведётся в абсурдно-комичной стилистике, с обилием диалогов многочисленных персонажей, не сдерживающих себя лексическими ограничениями.

## Экранизации
В 1960 году роман был экранизирован французским режиссёром Луи Малем.

## Переводы на русский язык
На русском языке опубликованы два перевода романа «Зази в метро».
Первый выполнен переводчицами Марией Голованивской и Еленой Разлоговой, второй — Леонидом Цывьяном.
Перевод М. Голованивской и Е. Разлоговой впервые опубликован в 1992 году (Кено Рэмон [sic!]. Зази в метро. М.: Московский рабочий, 1992) и переиздан в 2002 году (М.: Терра – Книжный клуб, 2002).
Перевод Леонида Цывьяна издан в 2002 году:
Кено Раймон. Зази в метро. М.: Кристалл, 2002.